# American Cinema Editors
La American Cinema Editors (ACE) è una società onoraria di montatori cinematografici fondata nel 1950, che sono inclusi in base alla qualità delle loro prestazioni professionali e per il contributo dato al settore. La società non deve essere confusa con il sindacato di settore I.A.T.E., in particolare il Motion Picture Editors Guild (MPEG), di cui molti montatori fanno parte.
Idoneità per aderire all'ACE può essere ottenuta attraverso i seguenti requisiti: 
- Desiderio di essere un membro
- Sponsorizzazione da parte di almeno due membri attivi
- Minimo di 5 anni di esperienza di montaggio nel campo di cinema e televisione
- Approvazione da parte del Consiglio di Amministrazione
- Accettazione da parte della maggioranza degli iscritti

## Eddie Awards
A partire dal 1950 l'ACE ha organizzato una cena annuale per onorare i vincitori del premio Oscar per miglior montaggio.
Dal 1962 l'ACE ha creato un suo premio, che viene consegnato annualmente agli addetti del settore. I premi vengono assegnati alle seguenti categorie:
- The ACE Golden Eddie Filmmaker of the Year Award (Montatore dell'anno)
- Career Achievement Award (Premio alla carriera)
- Best Edited Feature Film (Dramatic) (Miglior montatore in un film drammatico)
- Best Edited Feature Film (Comedy or Musical) (Miglior montatore in un film commedia o musicale)
- Best Edited Animated Feature Film (Miglior montatore in un film d'animazione)
- Best Edited Half-Hour Series for Television (Miglior montatore per una serie televisiva da mezz'ora)
- Best Edited Miniseries or Motion Picture for Non-Commercial Television (Miglior montatore per una miniserie e o film per la televisione non commerciale)
- Best Edited One-Hour Series for Television (Miglior montatore per una serie televisiva da un'ora)
- Best Edited Documentary (Miglior montatore per un documentario)
- Best Edited Miniseries or Motion Picture for Commercial Television (Miglior montatore per una miniserie e o film per la televisione commerciale)
- The ACE Student Editing Competition Winner (Vincitore del concorso per lo studente montatore)

## ACE Student Editing Competition
L'American Cinema Editors ha creato un concorso annuale per studenti (ACE Student Editing Competition), che premia uno studente che si è distinto nel montaggio di una serie di filmati. Vengono scelti tre finalisti, che vengono ospitati presso l'annuale ACE Eddie Awards nel mese di febbraio. Il concorso è limitato ai primi 50 studenti che presentano domande entro il mese di ottobre.